# Kto sieje wiatr (film 1960)
Kto sieje wiatr (ang. Inherit the Wind) – amerykański film z 1960 roku w reżyserii  Stanleya Kramera. Ekranizacja sztuki teatralnej Kto sieje wiatr, inspirowanej przez tzw. małpi proces z 1925.

## Obsada
- Spencer Tracy jako Henry Drummond
- Jimmy Boyd jako Howard
- Donna Anderson jako Rachel Brown
- Fredric March jako Matthew Harrison Brady
- Dick York jako Bertram T. Cates
- Florence Eldridge jako Sarah Brady
- Philip Coolidge jako burmistrz Jason Carter
- Claude Akins jako wielebny Jeremiah Brown
- Harry Morgan jako sędzia Mel Coffey

## Nagrody i nominacje
| 10. MFF w Berlinie                        | 10. MFF w Berlinie |
| Nagroda                                   | Wygrana            |
| ----------------------------------------- | ------------------ |
| Srebrny Niedźwiedź dla najlepszego aktora | 1960 Fredric March |

| Nazwa nagrody | Wygrane | Nominacje |
| Oscar         | 1961 bez rezultatu | 1961 Najlepszy aktor pierwszoplanowy Spencer Tracy Najlepszy scenariusz adaptowany Harold Jacob Smith, Nedrick Young Najlepsze zdjęcia - filmy czarno-białe Ernest Laszlo Najlepszy montaż Frederic Knudtson |
| Złoty Glob    | 1961 Nagroda specjalna za osiągnięcia Stanley Kramer Najlepszy aktor w miniserialu lub filmie telewizyjnym Jack Lemmon | 1961 Najlepszy dramat Stanley Kramer Najlepszy aktor w dramacie Spencer Tracy |
| BAFTA         | 1961 bez rezultatu | 1961 Najlepszy film z jakiegokolwiek źródła Najlepszy aktor zagraniczny Fredric March Najlepszy aktor zagraniczny Spencer Tracy                                                                              |